# Modugno Calcio a 5
La Società Sportiva Dilettantistica Modugno Calcio a 5 è stata una società italiana di calcio a 5 con sede a Modugno.

## Storia
La società viene fondata da Pino Germinario nel 1986 come C.A.G. Modugno. Dopo diverse stagioni nei campionati regionali, nel 1994 la presidenza è assunta da Michele Terrone che ne cambia la denominazione in Modugno Calcio a 5. La squadra ha giocato dapprima nel campo di calcio a 5 dell'Oratorio di Modugno, poi nel Palazzetto dello Sport fino al trasferimento al PalaFlorio di Bari. Nella stagione 2006-07 la squadra allenata da Massimiliano Bellarte ha vinto il proprio girone di Serie B venendo promossa in Serie A2. Al debutto nella categoria, nella stagione seguente il Modugno ha sfiorato la promozione nella massima serie, grazie all'innesto di alcuni elementi provenienti dalle categorie superiori quali Rodrigo Teixeira (capocannoniere del girone) e Márcio Zanchetta. Al termine della stagione 2012-13 la squadra è retrocessa in Serie B dopo essere stata sconfitta nei play-out dall'Acireale. Il declino della società prosegue anche nella stagione seguente, conclusa all'ultimo posto del girone E a pari merito con Barletta e Venafro. Gli scontri diretti condannano tuttavia i rossoneri che, dopo diciassette anni trascorsi nei campionati nazionali, fanno ritorno nelle categorie regionali. In virtù della consolidata tradizione sportiva, durante l'estate la società viene ripescata in Serie B. Nella stagione 2014-15 la panchina è affidata a mister Mazzarella, che nonostante la poca esperienza e una rosa composta prevalentemente da giovani, la squadra centra la salvezza con un discreto anticipo. L'estate seguente la società non è stata in grado di sostenere i costi di gestione degli impianti e dello staff tecnico, rinunciando alla Serie B e cessando la trentennale attività sportiva.

## Statistiche e record
Si riportano di seguito le partecipazioni della società ai campionati nazionali.
| Livello | Categoria | Partecipazioni | Debutto   | Ultima stagione | Totale |
| ------- | --------- | -------------- | --------- | --------------- | ------ |
| 2º      | Serie B   | 1              | 1997-1998 | 1997-1998       | 7      |
| 2º      | Serie A2  | 6              | 2007-2008 | 2012-2013       | 7      |
| 3º      | Serie B   | 11             | 1998-1999 | 2014-2015       | 11     |

## Palmarès
- Campionato di Serie B: 1

2006-2007